# Злате Михајловски
Златко Злате (Малаковски) Михајловски (Богдево, код Гостивара, 1926 — Прилеп, фебруар 1944), учесник Народноослободилачке борбе и народни херој Југославије.

## Биографија
Рођен је 1926. године у селу Богдеву код Гостивара. До 1941. године био је зидарски радник у Београду.
Фебруара 1943. године приступио је Народноослободилачком покрету, ступивши у Мавровско-гостиварски партизански одред „Кораб“.
У априлу 1943. године, италијански окупатори су разбили одред, а Злате је одведен у Тирану. Тамо је првобитно био осуђен на смрт, али му је ова казна замењена доживотним затвором због његове малолетности. У затвору је остао до капитулације Италије, септембра 1943. године.
После изласка из затвора, вратио се у Македонију и постао пушкомитраљезац у Првој македонско-косовској бригади. Приликом одбране слободне територије у Дебарци, након једне успешне борбе, био је похваљен пред стројем и награђен револвером за исказану храброст.
На Првом конгресу Народноослободилачког омладинског савеза Македоније (мкд. Народноослободителен младински сојуз на Македонија, НОМСМ), 22. децембра 1943. године, био је члан председништва Конгреса. Био је изабран за члана Главног одбора НОМСМ-а.
За време Фебруарског похода, Злате је учествовао у Богомилском маршу Прве македонско-косовске бригаде и у прилепском се крају борио против бугарских војника. Када је код Богомилског тунела штаб бригаде решио да се бригада врати у Егејску Македонију, одлучено је да се пет добровољаца врати у Прилеп, како би се прикрио правац кретања бригаде.
Петорицу добровољаца предводио је Злате. Група је непримећено ушла у град и започела борбу са бугарском војском. Бугари су ускоро затворили све излазе из града и опколили групу код фудбалског игралишта, која је тамо изгинула у борби.
Указом председника Федеративне Народне Републике Југославије Јосипа Броза Тита, 9. октобра 1953. године, проглашен је за народног хероја.